# Tommaso Guercio
Tommaso Guercio (Codogno, 1º luglio 2005) è un calciatore polacco, difensore dello Śląsk Breslavia.

## Biografia
È nato in Italia da padre italiano e madre polacca.

## Caratteristiche tecniche
Di ruolo difensore centrale, può giocare anche come terzino destro.

## Carriera

### Club
È cresciuto nel vivaio dell'Inter, dove ha percorso tutta la trafila delle giovanili fino alla formazione Primavera. Il 2 febbraio 2024 è stato acquistato a titolo definitivo dallo Śląsk Breslavia, con cui ha firmato un biennale. Ha debuttato in prima squadra il 30 marzo seguente nell'incontro di Ekstraklasa pareggiato 2-2 contro il Piast Gliwice ed ha segnato il suo primo gol il 19 luglio nella partita pareggiata 1-1 contro il Lechia Danzica.

### Nazionale
Ha giocato nelle nazionali giovanili polacche Under-15, Under-16, Under-17, Under-19 ed Under-20.
Nel 2022, con l'Under-17, ha partecipato al campionato europeo di categoria, dove ha realizzato una rete contro l'Olanda.

## Statistiche

### Presenze e reti nei club
Statistiche aggiornate al 24 maggio 2025.
| Stagione                | Squadra                 | Campionato              | Campionato | Campionato | Coppe nazionali | Coppe nazionali | Coppe nazionali | Coppe continentali | Coppe continentali | Coppe continentali | Altre coppe | Altre coppe | Altre coppe | Totale | Totale | Totale |
| Stagione                | Squadra                 | Comp                    | Pres       | Reti       | Comp            | Pres            | Reti            | Comp               | Pres               | Reti               | Comp        | Pres        | Reti        | Pres   | Reti   |        |
| ----------------------- | ----------------------- | ----------------------- | ---------- | ---------- | --------------- | --------------- | --------------- | ------------------ | ------------------ | ------------------ | ----------- | ----------- | ----------- | ------ | ------ | ------ |
| 2023-2024               | Śląsk Wrocław II        | 3L                      | 5          | 0          | -               | -               | -               | -                  | -                  | -                  | -           | -           | -           | 5      | 0      |        |
| 2024-2025               | Śląsk Wrocław II        | 3L                      | 1          | 0          | -               | -               | -               | -                  | -                  | -                  | -           | -           | -           | 1      | 0      |        |
| Totale Slask Wroclaw II | Totale Slask Wroclaw II | Totale Slask Wroclaw II | 6          | 0          |                 | -               | -               |                    | -                  | -                  |             | -           | -           | 6      | 0      |        |
| 2023-2024               | Śląsk Breslavia         | EK                      | 4          | 0          | CP              | 0               | 0               | -                  | -                  | -                  | -           | -           | -           | 4      | 0      |        |
| 2024-2025               | Śląsk Breslavia         | EK                      | 30         | 3          | CP              | 2               | 0               | UECL               | 4                  | 0                  | -           | -           | -           | 36     | 3      |        |
| Totale Slask Breslavia  | Totale Slask Breslavia  | Totale Slask Breslavia  | 34         | 3          |                 | 2               | 0               |                    | 4                  | 0                  |             |             |             | 40     | 3      |        |
| Totale carriera         | Totale carriera         | Totale carriera         | 40         | 3          |                 | 2               | 0               |                    | 4                  | 0                  |             | -           | -           | 46     | 3      |        |